# Алеурский хребет
Алеу́рский хребе́т — горный хребет в Забайкальском крае России, в левобережной части среднего течения Шилки. Западной границей хребта служат долина Куэнги и её левого притока Агита, восточной — долина реки Чёрная.
Общая протяжённость хребта составляет 130 км, ширина — от 30 до 50 км. Преобладающие высоты — 900—1000 м, максимальная — 1235 м. У западного начала хребта имеется горная перемычка с Нерчинско-Куэнгинским хребтом с максимальной высотой 1306 м. Хребет образован в основном породами позднеархейских и протерозойских формаций. В рельефе преобладают низковысотные и средневысотные горы с врезанными в них долинами рек; в вершинной части встречаются скальные останцы, по склонам — курумы. Основным типом ландшафта является горная тайга с марями и еланями.

## Топографические карты
- Лист карты N-50-XXIX. Масштаб: 1 : 200 000. Указать дату выпуска/состояния местности.
- Лист карты N-50-XXVIII. Масштаб: 1 : 200 000. Указать дату выпуска/состояния местности.